# Бас-Кайсер, Кристина
Кристина («Стин») Вильгельмина Бас-Кайсер (нидерл. Christina ("Stien") Wilhelmina Baas-Kaiser;  род. 20 мая 1938 года в Делфте; ум.23 июня 2022 года в Барне, Нидерланды) — нидерландская конькобежка; Олимпийская чемпионка и 3-кратная призёр олимпийских игр, 2-кратная чемпионка мира в многоборье, 6-кратная призёр чемпионатов мира, серебряный призёр чемпионата Европы в многоборье, 6-кратная чемпионка Нидерландов в многоборье. 9-кратная рекордсменка мира, установила 27 рекордов Нидерландов.

## Биография
Стин Кайсер с раннего детства увлекалась спортом. Её отец был машинистом на насосной станции в польдере, где в возрасте 9-ти лет она впервые встала на коньки на льду этой насосной станции. В 13 лет стала играть в корфбол и продолжала заниматься этим видом спорта до 29 лет. Параллельно летом занималась велоспортом в клубе "Hoekse Renners", но поняла что это не для девочек и прекратила кататься.
В 1961 году в Амстердаме открылся первый каток с искусственным льдом "Jaap Edenbaan" и возрасте 23-х лет она вновь стала кататься на коньках. Она тренировалась по графику, установленному бывшим чемпионом мира из Финляндии Класом Тунбергом и была преданной и активной слушательницей легендарной радиопрограммы "Утренняя гимнастика", по которой поддерживала физическую форму. Серьёзно конькобежным спортом занялась она только в 1963 году, когда присоединилась к региональной команде и выиграла чемпионат Южной Голландии.
На Олимпиаду-1964 Стин Кайсер не взяли, посчитав слишком возрастной (на тот момент ей было 25 лет). Но уже в марте того года она выиграла чемпионат Нидерландов в абсолютном зачёте, доказав всем, что её рано списали. В 1965 году вновь стала первой в многоборье на национальном чемпионате и на чемпионате мира в классическом многоборье в Оулу выиграла бронзовую медаль, став первой нидерландской конькобежкой призёром чемпионата мира. Через год вновь стала третьей на чемпионате мира в Тронхейме.
С 1967 по 1972 год включительно Стин четыре раза становилась чемпионкой Нидерландов в многоборье и дважды была второй. На чемпионате мира в классическом многоборье в Девентере и на чемпионате мира в Хельсинки в 1967 и 1968 годах она стала чемпионкой мира. На зимних Олимпийских играх в Гренобле 10 февраля 1968 года на дистанции 1500 м Кайсер завоевала первую бронзовую медаль, а через два дня в беге на 3000 м и вторую бронзу. Также заняла 10-е место в забеге на 1000 м и 14-е на 500 м.
С 1969 по 1972 год на чемпионате мира в классическом многоборье в Гренобле, на чемпионате мира в Уэст-Аллисе, на чемпионате мира в Хельсинки и на чемпионате мира в Херенвене была серебряным призёром. В 1970 году на первом чемпионате Европы в Херенвене завоевала серебряную медаль в абсолютном зачёте, в 1971 в Санкт-Петербурге заняла 7-е место, а в 1972 в Инцелле стала 11-й. На спринтерских чемпионатах мира в 1970, 1971 и 1972 годах занимала 18-е, 4-е и 10-е места соответственно.
В 1971 году в возрасте 33 лет вышла замуж и перед Олимпиадой-1972 не рассматривалась как фаворит, однако после неудачного выступления Трейни Реп на дистанциях 500 м (20-е место) и 1000 м (24-е место) ей дали возможность выступить на 1500 м и 3000 м. Бас-Кайсер с блеском использовала свой шанс и в феврале на зимних Олимпийских играх в Саппоро завоевала "серебро" на дистанции 1500 м и "золото" на 3000 м. На своем последнем турнире в марте 1972 года Кайзер установила личный рекорд на дистанции 500 метров. После чемпионата мира 1972 года завершила спортивную карьеру.

## Личная жизнь и семья
Кристина Кайсер в 1971 году вышла замуж за преподавателя Хиско Баса. Является племянницей конькобежца Корнелиса Брукмана. 23 июня 2022 года знаменитая конькобежка умерла в возрасте 84-х лет в Барне.

## Награды
- 1967 год - избрана спортсменкой года Нидерландов.